# François-Jean Willemain d'Abancourt
François-Jean Willemain d'Abancourt (París, 22 de julio de 1745-ibídem, 10 o 16 de junio de 1803) fue un escritor, poeta y bibliófilo francés.
Escribió una gran cantidad de libros, poemas, obras de teatro, fábulas, tragedias, epístolas y ensayos dramáticos la mayor parte de ellos publicados en el Mercure de France. También tradujo la tragedia Der Tod Adams (1757), de Friedrich Gottlieb Klopstock.
En ocasiones usaba el seudónimo de «Léonard Gobemouche».

### Citas
1. ↑  «François-Jean Willemain d'Abancourt (1745-1803)» (en francés). Biblioteca Nacional de Francia. Consultado el 1 de agosto de 2018.
2. ↑  Société de l'histoire de France, Annuaire historique pour l'année 1839, París, Jules Renouard, 1838, p. 58
3. ↑  Félix Wouters, Histoire chronologique de la république et de l’Empire (1789–1815) suivie des annales Napoléoniennes depuis 1815 jusqu’à ce jour accompagnée du plan de l’ordre primitif de bataille de l‛armée française à Waterloo par Pierre-Napoléon Bonaparte, Bruselas, Wouters frères, 1847 p. 357.